# Tù (Italië)
Tù is een plaats (frazione) in de Italiaanse gemeente Vezza d'Oglio.